# Anagroidea marina
Anagroidea marina är en stekelart som beskrevs av Triapitsyn och Vladimir V. Berezovskiy 2002. Anagroidea marina ingår i släktet Anagroidea och familjen dvärgsteklar. Inga underarter finns listade i Catalogue of Life.